# Jean-Pierre Van Geirt
 (octobre 2021).
Si vous disposez d'ouvrages ou d'articles de référence ou si vous connaissez des sites web de qualité traitant du thème abordé ici, merci de compléter l'article en donnant les références utiles à sa vérifiabilité et en les liant à la section « Notes et références ».
Jean Pierre Van Geirt est né à Bruxelles le 5 août 1945. Il est journaliste grand reporter depuis 1964.

## Biographie
Après des études d'apprenti-libraire à Lausanne, il émigre aux États-Unis avec la ferme intention de devenir journaliste en apprenant sur le terrain. Lorsqu'il débarque à New York, en juin 1964, l'Amérique se remet difficilement de l'assassinat à Dallas, le 22 novembre 1963, de John Fitzgerald Kennedy. Il y a de plus en plus de protestations noires contre les inégalités, grâce à Martin Luther King, mais on ne parle pas encore de Black Power. Il rentre à l'Agence France-Presse par la petite porte. Il accepte d'être aide comptable le jour et faire du desk la nuit. Pendant deux ans il apprendra ainsi sur le tas à l'AFP. Rapidité, Rigueur et Recoupement de l'information. Il nouera alors des liens avec les journalistes de passage qui - comme c'était l'habitude à l'époque - de venir à la pêche aux renseignements. En 1968, la guerre du Viêt Nam, sous l'impulsion de Lyndon B. Johnson est à sa climax. Van Geirt part, en indépendant, pour le Viêt Nam. Il est toujours avec les militaires de Khé Sanh à Hué, sauf pendant l'offensive du Tết qu'il vit à Saïgon. De passage à Paris il a la joie de faire la une du journal Le Monde avec son article « Mourir à Khé Sanh ». Il reste à Paris pour travailler pour RTL pendant mai 1968. De retour à New York, il suivra pour RTL et Le Monde les obsèques de Martin Luther King. Fin juillet il part pour la nouvelle émission de CBS 60 Minutes. Son challenge consiste à être le premier journaliste à "couvrir" la guerre entre le Nigéria et le Biafra des deux côtés. Là encore, Claude Jullien et André Fontaine lui demandent, à son retour, un article sur la guerre vue du Nigéria et du Biafra. De retour à New York il vit les grandes manifestations contre la guerre anti-vietnamien. Formation intensive pour journalistes de télévision et interventions ponctuelles dans divers stages de l’école de journaliste (CFJ/CFPJ) de la rue du Louvre à Paris, la "flower génération" à Berkeley et prépare de nombreux reportages pour le magazine d'information de la RTBF.

Lorsqu'il décide de s'installer en France, il réalise - mais un peu tard - qu'il était demandé aux États-Unis et pas à Paris.
Après quelques mois de petites piges, une rencontre avec Roger Stéphane pour qui il réalise pour l'Agence Française d'Images, un reportage commandé par l'ORTF sur les amitiés franco-russes. Ensuite il rentre à L'Actualité, célèbre hebdomadaire créé par Paul Marie de la Gorce et Jean Michel Royer. À la disparition du journal il trouve un emploi à l'essai à RTL. Mais l'essai n'est pas transformé et il entre en 1972 à Paris Match où il reste pendant 14 ans. Puis il travaille pour Alain Denvers à l'agence Sygma, puis pour Arnaud Hamelin créateur et fondateur de l'agence Sunset Press pour finir à TF1 dans les émissions Reportages que dirige alors Henri Chambon et Le Droit de savoir dirigé jusqu'en 2008 par Charles Villeneuve. Enfin il achèvera sa carrière de journaliste au CFPJ en formant ses jeunes confrères.

## Les grandes dates de sa carrière
- février 2019 : Maison de retraite « Les Tilleuls » à Montpezat-sous-Bauzon en Ardèche.
- 2016 : Pose ses valises à Larnac. Il se remet à l'écriture.
- 2009 : Travaille à la mer du Nord
- 2005 à 2008 : Éditeur, auteur et créateur de l’agence « atelier de presse »
- 2003 à 2005 : Éditeur chez Jacques Marie Laffont et ensuite Campoamor
- 1999 à 2003 : Journaliste pigiste à TF1, au Canard Enchaîné, formateur au CFPJ et créateur d’« Atelier de Presse ».
- 1995 à 1998 : TF1 « Services Magazines » Émissions « Reportages/Droit de Savoir »
- 1990 à 1995 : Cofondateur et grand reporter-réalisateur à l’agence de presse Sunset
- 1991 : 1er prix du grand reportage « Les Yeux d’Or » pour « Les Damnés de l’Atome »
- 1986 à 1990 : grand-reporter/réalisateur à Sygma Télévision
- 1983 à 1986 : grand reporter/spécialiste de l’investigation de Paris Match (Jean Durieux)
- 1980 à 1983 : chef-adjoint service des informations à Paris Match (Roger Thérond)
- 1972 à 1980 : enquêteur puis reporter à Paris Match (Gaston Bonheur)
- 1970 à 1972 : journaliste politique à « L’Actualité » (P.M. de la Gorce)
- 1968 à 1969 : correspondant de guerre au Vietnam et au Biafra
- 1963 à 1970 : correspondant aux États-Unis